# AG2R La Mondiale/2013
Deze pagina geeft een overzicht van de AG2R-La Mondiale ProTeam-wielerploeg in  2013.

## Algemeen
Sponsors: AG2R, La Mondiale
Algemeen manager: Vincent Lavenu
Teammanager: Laurent Biondi
Ploegleiders: Didier Jannel, Julien Jurdie, Artūras Kasputis, Gilles Mas, Stéphane Goubert
Fietsmerk: Focus
Kleding: Odlo
Budget: 9,5 miljoen euro
Kopmannen: Jimmy Casper, John Gadret, Rinaldo Nocentini, Samuel Dumoulin, Carlos Betancur

## Renners
| Naam                   | Geboortedatum | Nationaliteit | Ploeg 2012          |
| ---------------------- | ------------- | ------------- | ------------------- |
| Davide Appollonio      | 02-06-1989    | Italië        | Sky ProCycling      |
| Gediminas Bagdonas     | 26-12-1985    | Litouwen      | An Post-Sean Kelly  |
| Romain Bardet          | 09-11-1990    | Frankrijk     |                     |
| Manuel Belletti        | 14-10-1985    | Italië        |                     |
| Julien Bérard          | 27-07-1987    | Frankrijk     |                     |
| Carlos Betancur        | 13-10-1989    | Colombia      | Acqua & Sapone      |
| Guillaume Bonnafond    | 23-06-1987    | Frankrijk     |                     |
| Maxime Bouet           | 03-11-1986    | Frankrijk     |                     |
| Steve Chainel          | 06-09-1983    | Frankrijk     | FDJ-BigMat          |
| Mikaël Cherel          | 17-03-1986    | Frankrijk     |                     |
| Axel Domont            | 07-08-1990    | Frankrijk     |                     |
| Samuel Dumoulin        | 20-08-1980    | Frankrijk     | Cofidis             |
| Hubert Dupont          | 13-11-1980    | Frankrijk     |                     |
| John Gadret            | 22-04-1979    | Frankrijk     |                     |
| Ben Gastauer           | 14-11-1987    | Luxemburg     |                     |
| Hugo Houle             | 27-09-1990    | Canada        | Team SpiderTech-C10 |
| Jawhen Hoetarovitsj    | 29-11-1983    | Wit-Rusland   | FDJ-BigMat          |
| Valentin Iglinski      | 12-05-1984    | Kazachstan    |                     |
| Blel Kadri             | 03-09-1986    | Frankrijk     |                     |
| Julian Kern            | 28-12-1989    | Duitsland     | Leopard-Trek (CT)   |
| Sébastien Minard       | 12-06-1982    | Frankrijk     |                     |
| Lloyd Mondory          | 26-04-1982    | Frankrijk     |                     |
| Matteo Montaguti       | 06-01-1984    | Italië        |                     |
| Rinaldo Nocentini      | 25-09-1977    | Italië        |                     |
| Jean-Christophe Péraud | 22-05-1977    | Frankrijk     |                     |
| Domenico Pozzovivo     | 30-11-1982    | Italië        | Colnago-CSF Inox    |
| Anthony Ravard         | 28-09-1983    | Frankrijk     |                     |
| Christophe Riblon      | 17-01-1981    | Frankrijk     |                     |

## Belangrijke overwinningen
Ster van Bessèges
5e etappe: Samuel Dumoulin
Ronde van de Middellandse Zee
4e etappe: Jean-Christophe Péraud
Roma Maxima
Winnaar: Blel Kadri
Ronde van Trentino
1e etappe deel A: Maxime Bouet
Grote Prijs van Plumelec
Winnaar: Samuel Dumoulin
Ronde van Italië
Jongerenklassement: Carlos Alberto Betancur
Ronde van Frankrijk
18e etappe: Christophe Riblon
Ronde van Polen
2e etappe: Christophe Riblon
Ronde van de Ain
Eindklassement: Romain Bardet
Puntenklassement: Romain Bardet
Bergklassement: Frédéric Brun
2000 · 2001 · 2002 · 2003 · 2004 · 2005 · 2006 · 2007 · 2008 · 2009 · 2010 · 2011 · 2012 · 2013 · 2014 · 2015 · 2016 · 2017 · 2018 · 2019 · 2020 · 2021 · 2022 · 2023 · 2024 · 2025
AG2R-La Mondiale · Argos-Shimano · Astana · Belkin Pro Cycling · BMC Racing Team · Cannondale Pro Cycling Team · Euskaltel-Euskadi · FDJ · Team Garmin-Sharp · Katjoesja · Lampre-Merida · Lotto-Belisol · Team Movistar · Omega Pharma-Quick Step · Orica-GreenEdge · RadioShack-Leopard · Team Saxo-Tinkoff · Sky ProCycling · Vacansoleil-DCM